# ニュー・キラーズ
ニュー･キラーズ（New Killers）は、1972年から1974年にかけ日本で活動した音楽グループ。

## 概要
1968年に結成されたピンキーとキラーズを母体としており、リード・ボーカリストだったピンキー（今陽子）の独立が1972年に発表されたことから、女性ボーカリスト2名を新規に加入させて再結成された。リリース第一弾でオリコンチャート最高21位にランクされた『太陽に愛されたい』を含めて5枚のシングル盤を発表したのち、1974年3月31日に解散している。

## メンバー
- ラブリーズ （ヴォーカル）
  - 小林美也子
  - 江口佐江子[1]
- パンチョ加賀美 （ドラムス）
- エンディ山口 （ギター）
- ルイス高野 （ベース）
- ジョージ浜野 （オルガン）

## ディスコグラフィー
すべてキングレコードから発売。

### シングル
1. 1972年4月25日：太陽に愛されたい／c/w 地球を抱きしめよう　BS-1530 オリコン21位
2. 1972年9月25日：朝日のメロディ／c/w 愛を求めて　BS-1591 オリコン90位
3. 1973年2月5日：恋はくせもの／c/w 風に吹かれながら　BS-1637
4. 1973年6月25日：渚のハーモニー／c/w レモンのジュース　BS-1697
5. 1973年12月10日：ゆらゆらと／c/w 恋のあそび　BS-1780

### アルバム
1. 1972年：ニュー・キラーズ誕生!そしてピンキー独立!～ニュー・キラーズ発表会より　SKA-26
2. 1972年：ニューキラーズ／太陽に愛されたい　SKA-31
3. 1973年：ニュー・キラーズ・ファミリー・コンサート　SKA-42

### コンピレーション・CDアルバム
- 2015年 - アイドル・ミラクルバイブルシリーズ　72～75 Girls　里美ゆり・竹野美千代・東登紀子・ニュー・キラーズ[2] ソニー・ミュージックダイレクト DQCL-545
  - 上記シングル5枚のA面/B面全10曲収録